# Мали Мокри Луг
Мали Мокри Луг је градско насеље на општини Звездара, град Београд. Настало је после пада Првог српског устанка, ово пољопривредно село се брзо развило у сталан извор полустручне радне снаге за потребе Београда. Данас, иако мање урбан него остали делови општине Звездара, његов положај је повољан за породице са децом, обезбеђује већу сигурност и тишину, а од града је удаљен 15 минута.

## Географски положај
Мали Мокри Луг је насеље које се налази на југо-источном ободу Београда. Од центра Београда удаљен је око 6 километара. Главна саобраћајнице које спајају ово насеље са центром града су Булевар краља Александра и Устаничка. Испод Малог Мокрог Луга, долином некадашњег Мокролушког потока, пролази ауто-пут, који у том делу носи назив Булевар Стевана Првовенчаног. Мали Мокри Луг граничи са насељима Коњарник на северозападу, Звездара на северу, Миријево на истоку, Калуђерица на југу, Велики Мокри Луг на југо-западу и Медаковић на западу.

## Историја
Село Мали Мокри Луг је настало у време пропасти Првог српског устанка, док се народ повлачио пред Турцима. Прво су населили место названо Селиште. Отуда су наставили даље ка Аустрији, где су се повлачили заједно са вождом Карађорђем. По повратку из Угарске, на почетку Другог српског устанка, повратници су населили пределе изнад Селишта и назвали га Мокри Луг. Касније је Мокри Луг подељен на Велики Мокри Луг и Мали Мокри Луг.
Зна се да је то подручје до Првог српског устанка било ненасељено и да су се ту налазиле шуме. Касније су се овде доселили људи из Ниша и Лесковачке нахије. Они су ратовали код Даниловграда и преносили из Турске оружје скривено у казанима и другим бакарним посудама.
У 19. веку је постојала општина којој су припадала села Велики и Мали Мокри Луг, Калуђерица и Миријево. У почетку су становници Мокрог Луга преживљавали бавећи се сточарством и земљорадњом. Општина је имала и свој суд са седиштем у Малом Мокром Лугу, где се налазило и седиште чете народне војске.
Мало је позната чињеница да се у Малом Мокром Лугу између 1929. и 1940. године налазио један од првих будистичких храмова у Европи — Калмички будистички храм.
После 1945. године и убрзане индустријализације земље, велики број становника је нашао посао у Београду. Седамдесетих и осамдесетих година 20. века главна занимања Маломокролужана била су везана за индустрију, грађевинарство и друштвене делатности.

## Култура
У Малом Мокром Лугу се налазе 2 основне школе; "Драгојло Дудић" и "Десанка Максимовић", и вртић "Дечји Луг". У насељу се такође налази локална амбуланта и пијаца, у насељу познатија као "Мала Пијаца"

### Црква
У Малом Мокром Лугу се налази храм Српске православне цркве посвећен Светом Трифуну. Изградња започета 1994. године, а 1998. године храм су осветили патријарх Павле и митрополит дабробосански Николај. Парохија припада Архијерејском намесништву београдском у саставу Архиепископије београдско-карловачке.

## Јавни саобраћај
Мали Мокри Луг је веома добро повезан са градом. Постоји 9 аутобуских линија које воде до Коњарника(302, 303, 304, 305, 306, 307, 308, 309, 310, 311) . Од Коњарника постоје трамваји (5, 6, 7, 14), тролејбуси (19) и аутобуси (17, 50, 20, 31,313), који возе у скоро све делове града.
Аутомобилом је веома лако стићи у град, пошто је Мали Мокри Луг удаљен 300 метара од ауто-пута који обезбеђује брз и једноставан приступ центру града и Новом Београду.